# Clavien-Dindo-Klassifikation
Die Clavien-Dindo-Klassifizierung ist ein System zur Einordnung von Komplikationen nach chirurgischen Eingriffen (postoperativ) entsprechend ihrer Schwere. Sie wurde von den Schweizer Chirurgen Pierre-Alain Clavien und Daniel Dindo 2004 entwickelt. Das System ist in der klinischen Praxis weit verbreitet, weil es eine standardisierte und objektive Bewertung von Komplikationen ermöglicht. Die Klassifizierung umfasst fünf Hauptgrade, wobei Grade III und IV in weitere Subkategorien unterteilt sind. Die Clavien-Dindo-Klassifikation hilft Ärzten dabei, die Schwere von Komplikationen klar zu definieren und zu dokumentieren, was sowohl für die klinische Praxis als auch für wissenschaftliche Studien von großer Bedeutung ist. Die Qualität chirurgischer Eingriffe lässt sich mit der Clavien-Dindo-Klassifizierung objektiv messen und vergleichen.
Die Clavien-Dindo-Klassifizierung wurde mehr als 23000 mal in anderen wissenschaftlichen Arbeiten zitiert, was die Bedeutung dieser Klassifizierung und die weltweite Akzeptanz unterstreicht.

## Grade
- Grad I: Jede Abweichung vom normalen postoperativen Verlauf ohne die Notwendigkeit pharmakologischer Behandlung oder chirurgischer, endoskopischer und radiologischer Interventionen. Hierzu zählen z. B. kleinere Wundinfektionen, die nur eine Drainage oder Verbandswechsel erfordern.
- Grad II: Komplikationen, die eine pharmakologische Behandlung benötigen. Dazu gehören Bluttransfusionen und die Verabreichung von Antibiotika.
- Grad III: Komplikationen, die einen chirurgischen, endoskopischen oder radiologischen Eingriff erfordern. Diese werden weiter unterteilt in:
  - Grad IIIa: Eingriff ohne Vollnarkose
  - Grad IIIb: Eingriff unter Vollnarkose
- Grad IV: Lebensbedrohliche Komplikationen, die intensive Pflege erfordern. Diese werden weiter unterteilt in:
  - Grad IVa: Einzelne Organinsuffizienz (z. B. Niere, Leber)
  - Grad IVb: Multiple Organinsuffizienz
- Grad V: Tod des Patienten